# Tetraeder-Puzzle
Ein Tetraeder-Puzzle ist ein Geduldsspiel und gehört zu den 3D-Puzzles. Abhängig von der Anzahl der zusammenzusetzenden Teile und deren räumlicher Struktur erfordert es ein hohes Maß an Geduld, bis die einzelnen Teile zum Ausgangstetraeder zusammengefügt sind.

## Spielregel und Lösungsstrategie
Der Standardtyp des Tetraeder-Puzzles besteht aus nur zwei abgeschrägten dreiseitigen Prismen mit quadratischer Grundfläche, die in Form und Größe identisch sind und zu einer Pyramide zusammenzusetzen sind. Die Prismen bestehen aus je einem Quadrat, zwei gleichseitigen Dreiecken und zwei Trapezen mit den Seitenverhältnissen 1:1:1:2. Hierbei müssen die beiden Quadrate exakt aufeinander gesetzt werden und dürfen somit nicht Teil der Oberfläche sein. 

Standardtyp mit zwei Puzzleteilen
Lösungsstrategie beim Standardtyp

Weitere Tetraeder-Puzzletypen bestehen aus jeweils drei, vier oder fünf Puzzle-Teilen. Die Lösungsstrategie basiert jeweils auf der zuvor beschriebenen Vorgehensweise beim Standardtyp.